# Дерябін Микола Якимович
Микола Якимович Дерябін (нар. 15 вересня 1924, місто Прикумськ, тепер Будьонновськ Ставропольського краю Російська Федерація — ?)  — український радянський діяч, 1-й секретар Києво-Святошинського районного комітету КПУ Київської області. Депутат Верховної Ради УРСР 9-го скликання.

## Біографія
У 1942—1949 роках — у Радянській армії, служив у 76-му артилерійському полку 46-ї стрілецької дивізії. Учасник німецько-радянської війни.
У 1949—1952 роках — завідувач Вишневецького районного відділу культурно-освітньої роботи Тернопільської області.
Член ВКП(б) з 1951 року.
З 1952 року — завідувач парткабінету, завідувач відділу, 2-й секретар Вишневецького районного комітету КПУ Тернопільської області.
Освіта вища. Закінчив Кременецький вчительський інститут Тернопільської області і Вищу партійну школу при ЦК КПУ.
У 1962—1966 роках — 2-й секретар Рокитнянського районного комітету КПУ Київської області, заступник секретаря партійного комітету Таращанського територіального виробничого колгоспно-радгоспного управління, 2-й секретар Таращанського районного комітету КПУ Київської області.
У 1966—1973 роках — 1-й секретар Рокитнянського районного комітету КПУ Київської області.
У 1973—1978 роках — 1-й секретар Києво-Святошинського районного комітету КПУ Київської області.
Потім — на пенсії в місті Києві. Обирався головою ревізійної комісії Організації ветеранів України. Член ради Київської обласної організації ветеранів.

## Звання
- капітан

## Нагороди
- ордени
- медаль «За оборону Кавказу»
- медаль «За перемогу над Німеччиною у Великій Вітчизняній війні 1941—1945 рр.»
- медалі
- Почесна грамота Київської обласної державної адміністрації (24.02.2014)